# Гінтаре Шейдт
Гінтаре Шейдт ( при народженні Волунгевічуте (лит. Gintarė Volungevičiūtė), 12 листопада 1982) — литовська яхтсменка, олімпійська медалістка.

## Виступи на Олімпіадах
| Олімпіада  | Дисципліна | Місце |
| ---------- | ---------- | ----- |
| Пекін 2008 | Лазер      | 2     |